# Fernando Lores Tenazoa
Fernando Lores Tenazoa, (Iquitos, 27 de abril de 1906-Güeppí, 26 de marzo de 1933) militar peruano, héroe de la guerra colombo-peruana de 1933.

## Biografía
Hijo de Benito Eugenio Lores Hurtado (limeño) y María Prostasia Tenazoa Vásquez (tarapotina). Su padre era comisario del Putumayo y jefe de la lancha “Iquitos”. Fue el tercero de cinco hermanos. Cursó su educación primaria en el Colegio Departamental de Iquitos, culminándola en 1918. Ante el abandono paterno, pasó los años de su adolescencia desempeñando pequeños y eventuales oficios. 
Tenía 20 años de edad cuando decidió ir a Lima. Ingresó como voluntario a la sección de clase de la Escuela Militar de Chorrillos (1928) y ascendió sucesivamente a cabo (1929) y sargento (1930). Fue incorporado al Batallón de Zapadores N.º 2 donde sirvió hasta marzo de 1931, cuando pidió su baja. Retornó entonces a Iquitos, pero al estallar el conflicto con Colombia en 1932, solicitó su regreso al ejército, siendo readmitido a principios de 1933. 
Fue destinado a reforzar la guarnición de Güeppí, en las nacientes del río Putumayo. Zarpó de Iquitos a bordo de la lancha “Clavero” el 19 de febrero de 1933.  Surcó el río Napo hasta Cabo Pantoja, siguió por el río Aguarico y luego tomó enmarañadas trochas de la selva, hasta llegar a su destino. Eran apenas 194 soldados peruanos quienes defendían el puerto fluvial de Guepí, contando con elementos precarios, al igual que el resto de las fuerzas que defendían la frontera del Putumayo. Tan así, que se usaba el primitivo sistema de tambores o manguaré para comunicarse entre puestos cercanos.
Las fuerzas colombianas tomaron la iniciativa y contando con abrumadora superioridad numérica (1.300 efectivos) y de armamento, atacaron Güeppí por vía fluvial y aérea, el 26 de marzo de 1933 Combate de Güepí. Al sargento Lores se le encomendó la defensa de una de las secciones en que fue dividido el puesto de Guepí, teniendo a su mando siete soldados. Iniciado el combate, Lores se destacó en la defensa, corriendo de un lado a otro y disparando su fusil ametralladora sobre el enemigo que avanzaba. Pese a sufrir numerosas heridas de bala, siguió luchando hasta exhalar su último aliento.

## Homenajes
Una calle de Iquitos lleva su nombre.
Por Ley N.º 8311, del 8 de junio de 1936, dada por el segundo gobierno de Óscar R. Benavides, fue creado el distrito de Fernando Lores, como parte de la provincia de Maynas del departamento de Loreto.
- Por RM N° 7336, el 28 de setiembre de 1951,  se resuelve designar con el nombre de "Sargento 2do. Fernando Lores Tenazoa a la escuela N° 161, posteriormente cambia el nombre por, Institución Educativa Primaria Secundaria de Menores N° 61010 "Fernando Lores Tenazoa"